# Karen Fladset
Karen Fladset (* 27. Mai 1944 in Ålesund, Norwegen) ist eine ehemalige norwegische Leichtathletin, Handballspielerin und Handballtrainerin.

## Karriere
Fladset spielte Handball in Molde für die Vereine Molde Olymp und Molde HK. Mit Molde HK gewann sie im Jahr 1962 die Norgesmesterskap der Juniorinnen. Zusätzlich betrieb sie Leichtathletik für den Verein Olymp. Fladset gewann in den Jahren 1962, 1966 und 1967 den norwegischen Meistertitel im Diskuswurf. Weiterhin belegte sie bei den norwegischen Meisterschaften in den Jahren 1963 und 1968 jeweils den dritten Platz im Diskuswurf sowie im Jahr 1963 den dritten Platz im Dreisprung.
Fladset gehörte zwischen 1970 und 1979 dem Handballverein IL Vestar an, bei dem sie sowohl als Spielerin als auch als Trainerin tätig war. Mit Vestar gewann sie von 1972 bis 1979 die Serienmeisterschaft, in den Jahren 1976, 1977 und 1979 das Endspiel um die norwegische Meisterschaft, sowie 1972 und 1979 den norwegischen Pokal. Weiterhin wurde sie in der Spielzeiten 1974/75, 1975/76, 1976/77 und 1978/79 Torschützenkönigin der höchsten norwegischen Spielklasse.
Fladset lief zwischen 1962 und 1973 insgesamt 86-mal für die norwegische Nationalmannschaft auf, in denen sie 251 Treffer erzielte. Nachdem Fladset von 1975 bis 1976 als Co-Trainerin der norwegischen Auswahl tätig gewesen war, übernahm sie im Jahr 1982 das Traineramt der Nationalmannschaft. Unter ihrer Leitung belegte Norwegen den siebten Platz bei der Weltmeisterschaft 1982. Nachdem Norwegen sich nicht für die Olympischen Spiele 1984 qualifizieren konnte, legte sie ihr Traineramt nieder. Weitere Stationen in ihrer Trainerlaufbahn waren die Damenmannschaften von Refnes, Bækkelagets SK, Toten HK und nochmals sechs Spielzeiten IL Vestar.